# Humanae vitae

Wappen Pauls VI.

Humanae Vitae (Über die rechte Ordnung der Weitergabe menschlichen Lebens) wurde am 25. Juli 1968 veröffentlicht und ist die siebte und letzte Enzyklika Papst Pauls VI.

## Einführung
Mit dieser Enzyklika bestätigte Papst Paul VI. die Lehre seiner Vorgänger, dass vor dem Hintergrund der Beachtung des natürlichen Sittengesetzes „jeder eheliche Akt von sich aus auf die Erzeugung menschlichen Lebens hingeordnet bleiben“ müsse.
Den Grundstein zu dieser Enzyklika legten die Päpste Leo XIII. mit der Enzyklika Arcanum divinae sapientia (über die christliche Ehe) vom 10. Februar 1880 und Pius XI. mit der Enzyklika Casti connubii (über die christliche Ehe im Hinblick auf die gegenwärtigen Lebensbedingungen und Bedürfnisse von Familie und Gesellschaft und auf die diesbezüglich bestehenden Irrtümer und Missbräuche) vom 31. Dezember 1930. Als weitere Grundlage diente die Pastoralkonstitution des Zweiten Vatikanischen Konzils Gaudium et Spes vom 7. Dezember 1965, in der die Förderung der Würde von Ehe und Familie eine wichtige Einzelfrage war. Die Frage einer Empfängnisregelung wird jedoch in Gaudium et spes nicht berührt.
Der Promulgation der Enzyklika Humanae vitae gingen umfangreiche Beratungen einer von Papst Johannes XXIII. eingesetzten päpstlichen Studienkommission zu Fragen des Bevölkerungswachstums und der Geburtenregelung in den Jahren 1963 bis 1966 voraus. Die Studienkommission kam mehrheitlich zu der Auffassung, dass empfängnisverhütende Mittel an sich nicht verwerflich seien. Zu dieser Auffassung gelangte auch eine von Papst Paul VI. in derselben Sache eingesetzte Bischofskommission. Diese sprach sich mehrheitlich dafür aus, die Wahl der Methode der Empfängnisregelung den Eheleuten selbst zu überlassen.
Zur Vorgeschichte der „Pillen-Enzyklika“ gehört die Diskussion gegen Ende des Zweiten Vatikanischen Konzils, in der drei der Konzilsväter, die Kardinäle Leger aus Kanada und Suenens aus Belgien sowie der Patriarch Maximos 1964 vehement für eine „Entwicklung“ der katholischen Lehre über die Sündhaftigkeit einer „künstlichen“ Empfängnisverhütung im Licht neuer wissenschaftlicher Erkenntnisse plädierten. Sie wandten sich gegen die biblisch nicht begründete Unterscheidung zwischen dem „Hauptzweck“ der Ehe (Fortpflanzung) und den Nebenzwecken (Liebe und Gemeinschaft der Partner). Patriarch Maximos fragte, „ob gewisse Einstellungen nicht das Produkt veralteter Ideen und vielleicht einer Junggesellenpsychose von Menschen seien, die mit diesem Teilbereich des Lebens nicht vertraut sind“. Er warnt vor der Verleugnung der Kardinaltugend der Klugheit, an der alle Moral zu messen sei.
Eine Gruppe von fünf Kardinälen – zu diesen gehörte auch Karol Wojtyła (der spätere Papst Johannes Paul II.) – legte Paul VI. wenig später ein Gutachten vor, das die konservative Position unterstützte. Dieses Gutachten, das an die Enzykliken Pius’ XII. Casti connubii und Sempiternus rex Christus anknüpft, floss schließlich in die Enzyklika Humane vitae ein.
Kardinal Josef Frings bat im Mai 1967 mit Schreiben an Papst Paul VI. um eine nachkonziliare „autoritative Entscheidung“ in der Frage der Geburtenregelung und gab damit einen Anstoß oder Beitrag zur Enzyklika.

### Grundlagen
Neu an der Begründung war, dass nunmehr nicht wie bislang das Verbot der Empfängnisverhütung aus einem Widerspruch im menschlichen Handeln hergeleitet wird, sondern seine Rechtfertigung im Eingriff in die biologische Gesetzmäßigkeit findet. Die biologischen Gesetze sind dabei Ausdruck des göttlichen Schöpfungsplans und verwirklichen eine personale Begegnung zwischen Mann und Frau als ganzheitliches Miteinander. Damit wird die bisherige Theorie, der primäre Zweck der Ehe sei die Fortpflanzung, relativiert. Vielmehr wird die eheliche Liebesgemeinschaft als sinnlich-geistige Lebenseinheit gesehen, die den durch die biologischen Gesetze vorgegebenen Fruchtbarkeitsauftrag erfüllen soll.

## Inhalt

### Die christliche Ehe
Nach Lehre der katholischen Kirche ist die Ehe eine göttliche Institution und innerhalb ihrer Heilslehre ein Sakrament:

„Weit davon entfernt, das bloße Produkt des Zufalls oder Ergebnis des blinden Ablaufs von Naturkräften zu sein, ist die Ehe in Wirklichkeit vom Schöpfergott in weiser Voraussicht so eingerichtet, daß sie in den Menschen seinen Liebesplan verwirklicht. Darum streben Mann und Frau durch ihre gegenseitige Hingabe, die ihnen in der Ehe eigen und ausschließlich ist, nach jener personalen Gemeinschaft, in der sie sich gegenseitig vollenden, um mit Gott zusammenzuwirken bei der Weckung und Erziehung neuen menschlichen Lebens. Darüber hinaus hat für die Getauften die Ehe die hohe Würde eines sakramentalen Gnadenzeichens, und bringt darin die Verbundenheit Christi mit seiner Kirche zum Ausdruck.“

Vor diesem Hintergrund hat die eheliche Liebe vier wesentliche Merkmale (Nr. 9):
1. Sie ist „vollmenschliche Liebe“, das heißt, in ihr sind eine sinnliche und eine geistige Dimension untrennbar miteinander verbunden.
2. Sie beruht auf der „Ganzhingabe“. Die Ehegatten schenken sich einander ganz und lieben ihren Partner um seiner selbst willen, nicht für das, was sie von ihm bekommen.
3. Sie ist „treu und ausschließlich“ bis ans Lebensende.
4. Sie ist „fruchtbar“. Ihrem Wesen nach ist die eheliche Liebe auf die Weitergabe und den Erhalt menschlichen Lebens ausgerichtet.

### Untrennbarkeit von liebender Vereinigung und Fortpflanzung
Nach Lehre der katholischen Kirche sind im ehelichen Akt zwei zeichenhafte Sinngehalte fest miteinander verknüpft (HV 12): Die liebende Vereinigung (significatio unitatis) und die Fortpflanzung (significatio procreationis). Mit der liebenden Vereinigung bestätigen sich die Eheleute gegenseitig ihre Liebe. Gleichzeitig ist diese Liebe nach der Lehre der Kirche immer auch auf die Fortpflanzung hin orientiert. Diese beiden Sinndimensionen zu trennen, entspricht nach der Lehre der Kirche nicht der Natur des Menschen und der Bedeutung der ehelichen Liebe.
Der eheliche Akt könne auch bei vorauszusehenden Zeiten der Unfruchtbarkeit sittlich erlaubt sein, da die Erfahrung lehre, dass nicht aus jedem ehelichen Verkehr neues Leben hervorgehe. Gott habe „die natürlichen Gesetze und Zeiten der Fruchtbarkeit in seiner Weisheit so gefügt, daß diese schon von selbst Abstände in der Aufeinanderfolge der Geburten schaffen.“

### Verantwortliche Elternschaft
Die kirchliche Lehre fordert von den Eltern, die Aufgabe verantwortlicher Elternschaft richtig zu erkennen und zu verstehen sowie Triebe und Leidenschaften zu beherrschen.

„Im Hinblick schließlich auf die gesundheitliche, wirtschaftliche, seelische und soziale Situation bedeutet verantwortungsbewußte Elternschaft, daß man entweder, nach klug abwägender Überlegung, sich hochherzig zu einem größeren Kinderreichtum entschließt, oder bei ernsten Gründen und unter Beobachtung des Sittengesetzes zur Entscheidung kommt, zeitweise oder dauernd auf weitere Kinder zu verzichten.“

### Die Familie und Empfängnisverhütung
Verantwortlich sei der eheliche Akt aber nur dann, wenn beide Sinngehalte der ehelichen Liebe erhalten blieben, die liebende Vereinigung und die Orientierung auf die Fortpflanzung. Darüber hinaus solle die eheliche Liebe stets vollmenschlich sein, körperlich und geistig. Daher erlaubt die Kirche, dass sich die Eheleute der fruchtbaren Phase des Zyklus enthalten, sie verbietet aber ihren Gläubigen jedwede künstliche Empfängnisverhütung:
Paul VI. schreibt:

„Ebenso ist jede Handlung verwerflich, die entweder in Voraussicht oder während des Vollzugs des ehelichen Aktes oder im Anschluss an ihn beim Ablauf seiner natürlichen Auswirkungen darauf abstellt, die Fortpflanzung zu verhindern, sei es als Ziel, sei es als Mittel zum Ziel.“

In Nr. 16 führt Paul VI. aus, dass die Kirche sich selber und ihrer Lehre treu bleibe, wenn sie einerseits die Berücksichtigung der empfängnisfreien Zeiten durch die Gatten für erlaubt halte, andererseits den Gebrauch direkt empfängnisverhütender Mittel als „immer unerlaubt“ verwerfe.

„Tatsächlich handelt es sich um zwei ganz unterschiedliche Verhaltensweisen: bei der ersten machen die Eheleute von einer naturgegebenen Möglichkeit rechtmäßig Gebrauch; bei der anderen dagegen hindern sie den Zeugungsvorgang bei seinem natürlichen Ablauf. Zweifellos sind in beiden Fällen die Gatten sich einig, daß sie aus guten Gründen Kinder vermeiden wollen, und dabei möchten sie auch sicher sein. Jedoch ist zu bemerken, daß nur im ersten Fall die Gatten sich in fruchtbaren Zeiten des ehelichen Verkehrs enthalten können, wenn aus berechtigten Gründen keine weiteren Kinder mehr wünschenswert sind. In den empfängnisfreien Zeiten aber vollziehen sie dann den ehelichen Verkehr zur Bezeugung der gegenseitigen Liebe und zur Wahrung der versprochenen Treue. Wenn die Eheleute sich so verhalten, geben sie wirklich ein Zeugnis der rechten Liebe.“

Vor dem Hintergrund der Grundsätze menschlicher und christlicher Eheführung verwirft Paul VI. „jeglichen Abbruch einer begonnenen Zeugung, vor allem die direkte Abtreibung“, und erklärt auch die dauerhafte oder zeitweilige Sterilisation für verwerflich (HV 14). Den Fall, dass ein Arzneimittel, das zu therapeutischen Zwecken verabreicht werde, zu zeitweiliger Unfruchtbarkeit führen könne, hält die Kirche unter Bezug auf frühere Äußerungen Pius’ XII. für nicht unerlaubt, solange sie nicht direkt angestrebt werde (HV 15).

### Folgen der Methoden einer künstlichen Geburtenregelung
Im Absatz 17 beschreibt Paul VI. ernste Folgen der Methoden künstlicher Geburtenregelung und führt dabei die leichte Herbeiführung vermehrter ehelicher Untreue, allgemeine Aufweichung der sittlichen Zucht, insbesondere auch bei Jugendlichen, und der Verlust an Achtung gegenüber der Frau bei der Gewöhnung der Männer an den Gebrauch empfängnisverhütender Mittel. Diese könnten, „ohne auf ihr körperliches Wohl und seelisches Gleichgewicht Rücksicht zu nehmen, sie zum bloßen Werkzeug ihrer Triebbefriedigung erniedrigen und nicht mehr als Partnerin ansehen, der man Achtung und Liebe schuldet“. Ausdrücklich geht Paul VI. an dieser Stelle auch auf die Möglichkeit eines Missbrauchs durch staatliche Behörden ein, die sich über sittliche Grundsätze hinwegsetzten. Wolle man die Weitergabe des menschlichen Lebens nicht menschlicher Willkür überlassen, müsse „man für die Verfügungsmacht des Menschen über den eigenen Körper und seine natürlichen Funktionen unüberschreitbare Grenzen anerkennen, die von niemand, sei es Privatperson oder öffentliche Autorität, verletzt werden dürfen“.

### Familie und Gesellschaft
Die Enzyklika schließt mit einigen Bemerkungen zur Seelsorge. Papst Paul räumt ein, dass die Annahme der dargelegten Lehre anspruchsvoll und für die Gläubigen schwer sein könne. Er appelliert aber nicht nur an die Selbstbeherrschung der Eheleute, sondern auch an die Gesellschaft, die nötigen Voraussetzungen dafür zu schaffen. An dieser Stelle hebt der Papst das Familienapostolat lobend hervor, bei der Eheleute in der gleichen Situation einander helfend und unterstützend begegnen. Die Priester und Bischöfe werden angehalten, die kirchliche Ehelehre unverfälscht und offen darzustellen. An dieser Stelle bezeichnet Paul VI. den Schutz und die Heiligkeit der Ehe als „die größte und verantwortungsvollste Aufgabe“, die ihnen anvertraut sei. (Nr. 20–30)

## Rezeption
Der eher kritisch gesinnte Teil der päpstlichen Kommission bemängelte,
- dass die naturrechtliche Begründung von Humanae Vitae nicht überzeuge,
- ihr Naturbegriff naiv, statisch, eng und unhistorisch sei,
- der Mensch nur von einer abstrakten Ebene her seziert werde
- und das ganze Werk einer überholten aristotelisch-stoischen und mittelalterlichen Naturrechtsvorstellung verhaftet sei.[7]

Der Theologe Johannes Neumann äußerte in einem Rundfunkinterview, das in Humanae Vitae vertretene Weltbild sei „anachronistisch“. Das kirchliche Lehramt verkünde nicht die frohe Botschaft, sondern verstehe sich als „Lehrerin der Völker“ und ignoriere zudem medizinisch oder soziologisch anerkannte Tatsachen.
Der katholische Theologe Hans Küng kritisierte an der Begründung von Humanae Vitae die überwiegend magistrale, also auf Lehramtstexte gestützte Argumentation. Er vermisse Argumente aus der Heiligen Schrift. So werde fünfundzwanzigmal auf „Lehre“ und „Lehramt der Kirche“ verwiesen, zwanzigmal sei vom „Gesetz“ und dessen Bewahrung durch die Kirche die Rede, und vierzigmal würden päpstliche Verlautbarungen zitiert. Auf das Evangelium werde nur zweimal verwiesen und die Bibel nur sechzehnmal herangezogen, was überdies in moralisierenden Zusammenhängen und nicht zur argumentativen Abstützung der Hauptthese geschehe. Küng kommt zur Ansicht, Paul VI. habe die Änderung des bestehenden Verbots der Empfängnisverhütung gescheut, weil er dadurch die seit Jahrhunderten von den Päpsten vertretene aristotelisch-naturrechtliche Empfängnislehre aufgegeben und damit implizit Irrtümer seiner Amtsvorgänger eingestanden hätte. Auf diese Weise wären Zweifel am Dogma der Unfehlbarkeit verstärkt worden. Küng zufolge glaubte der Papst, nur so die Kontinuität des Magisteriums wahren zu können.
Der deutsche Moraltheologe Alfons Auer sieht mit der Enzyklika einen Wendepunkt des katholischen Lehramtes erreicht. Mit Humanae vitae sei eine bestimmte Form verbindlichen lehramtlichen Sprechens über Fragen der sittlichen Lebensgestaltung „unverkennbar an ihre Grenze gekommen“ und habe damit sich selbst in Frage gestellt.
Nach der öffentlichen Kritik, die die Enzyklika erfuhr, nahmen die deutschen Bischöfe dazu in der Königsteiner Erklärung vom 30. August 1968, in Österreich mit der Mariatroster Erklärung und in der Schweiz mit der Solothurner Erklärung Stellung.
Der amerikanische Hochschullehrer Brooks Holifield äußerte, für die Kirche in den Vereinigten Staaten hätte die Promulgation von Humanae Vitae eine tiefgreifende Krise bedeutet. Die Verwirrung unter den Bischöfen, die widersprüchlichen Wortmeldungen kirchlicher Verantwortungsträger und der Kontrast zur sexuellen Zügellosigkeit weltlicher Kreise habe es vielen Katholiken schwergemacht, sich Orientierung zu verschaffen. Viele Laien hätten den Empfang des Bußsakraments vernachlässigt, weil sie die Verwendung von Verhütungsmitteln nicht zugeben wollten. Gleichzeitig hätten sich viele Priester geweigert, Verhütung als Sünde zu betrachten. Es sei eine derartige Polarisierung entstanden, dass viele Bischöfe sich für das Schweigen entschieden hätten. Viele Pfarrer seien mit der Frage überfordert gewesen.
Anlässlich des 40. Jahrestages des Erscheinens der Enzyklika kritisierte der Vorsitzende der Österreichischen Bischofskonferenz, Kardinal Schönborn, die österreichischen Bischöfe von 1968. In einer Predigt im März 2008 in Jerusalem bezeichnete er die Mariatroster Erklärung als „Sünde des europäischen Episkopats“, die von den derzeitigen Bischöfen bereut werden sollte.
Der Churer Bischofsvikar Christoph Casetti erklärte zum 40. Jahrestag der Enzyklika, dass sich die dort ausgesprochenen Voraussagen von Paul VI. bezüglich Folgen der frei zugänglichen Empfängnisverhütung mehr als erfüllt hätten: „Hohe Scheidungsraten, destabilisierte Familien, grosses Leid bei den Scheidungswaisen, sterbende Völker infolge Kindermangel, hohe Abtreibungszahlen, Experimente mit Embryonen.“ Die Enzyklika Humanae vitae könne somit durchaus als prophetisches Dokument bezeichnet werden. Die Trennung von Sexualität, Liebe und Fortpflanzung habe sich nicht bewährt.
Die nordische Bischofskonferenz, die die römisch-katholischen Bischöfe von Dänemark, Finnland, Island, Norwegen und Schweden umfasst, stellte sich 2010 in einem Hirtenbrief deutlich hinter die Enzyklika und betonte ihre Relevanz für die Gegenwart, gerade auch im Hinblick auf die Erfahrung mit der individualistischen Sicht bezüglich sexueller Freiheit, die „weder die Leute glücklicher gemacht noch die Ehen gestärkt“ habe.

### Quelltexte
- Gaudium et Spes (GS), Pastoralkonstitution des Zweiten Vatikanischen Konzils über die Kirche heute, II. Hauptteil, wichtige Einzelfragen, 1. Kapitel: Förderung der Würde und der Familie
- Papst Paul VI.: Enzyklika „Humanae vitae“ über die rechte Ordnung der Weitergabe menschlichen Lebens. Lateinisch – deutsch. Von den deutschen Bischöfen approbierte Übersetzung. Ansprache Papst Pauls VI. in Castel Gandolfo am 31. Juli 1968. Wort der deutschen Bischöfe zur seelsorglichen Lage nach Erscheinen der Enzyklika „Humanae vitae“. (Nachkonziliare Dokumentation Bd. 14). Paulinus Verlag, Trier 1968, 2. Auflage 1968.
- Papst Paul VI.: Enzyklika Humanae Vitae über die rechte Ordnung der Weitergabe menschlichen Lebens. Lateinisch – Deutsch. Ansprache Papst Pauls VI. in Castel Gandolfo am 31. Juli 1968. Herausgegeben im Auftrag der Berliner Ordinarienkonferenz. (Kirchliche Dokumente nach dem Konzil, Heft 9). St. Benno-Verlag GmbH, Leipzig 1969.
- Papst Paul VI.: Enzyklika Humanae Vitae vom 25. Juli 1968 über die Geburtenregelung Rex-Verlag, Luzern / München 1968, 3. Auflage 1968.
- „Humanae vitae“ Über die Geburtenregelung. Enzyklika Papst Pauls VI. vom 25. Juli 1968. Georg Bitter Verlag, Recklinghausen 1968.
- Günther Hunold: Papst und Pille. Empfängnisregelung im Spiegel von Kirche und Welt. Mit den Gutachten der Päpstlichen Ehekommission und dem vollständigen Wortlaut der Enzyklika „Humanae vitae“. (Mensch und Sexualität, Bd. 3) Heyne Verlag, München 1969.

### Sekundärliteratur
- Elizabeth Anscombe: Contraception and Chastity (online) (englisch)
- Bundesverband der Katholischen Arbeitnehmer-Bewegung Deutschlands (Hrsg.): Texte zur katholischen Soziallehre. Die sozialen Rundschreiben der Päpste und andere kirchliche Dokumente, Ketteler, Bornheim 1992, ISBN 3-927494-01-1; Butzon & Bercker, Kevelaer 1992, ISBN 3-7666-9789-7.
- Christoph Casetti: Geheimnisse ehelicher Liebe: Humanae vitae – 40 Jahre danach. Christiana, 2008, ISBN 3-7171-1146-9.
- Dietrich von Hildebrand: Die Enzyklika Humanae Vitae – ein Zeichen des Widerspruchs, Josef Habbel, Regensburg 1968.
- Konrad Hilpert und Sigrid Müller (Hrsg.): Humanae vitae – die anstößige Enzyklika. Eine kritische Würdigung, Herder, Freiburg im Breisgau 2018, ISBN 978-3-451-38256-7.
- Michael F. Hull: Ehe und Familie in Casti Connubii und Humanae Vitae (online)
- Luis F. Kardinal Ladaria Ferrer SJ: Die prophetische Enzyklika. In: Die Tagespost Ausgabe vom 25. Mai 2023, S. 9.
- Reinhard Lettmann: Zur Diskussion um Fragen nach der verantworteten Elternschaft. In: Reinhard Lettmann (Hrsg.): Wir brauchen einen langen Atem. Beiträge zur aktuellen Situation von Kirche und Gesellschaft, Butzon & Bercker, Kevelaer 1989, S. 84–89.
- Martin Lintner: Von Humanae vitae bis Amoris laetitia. Die Geschichte einer umstrittenen Lehre, Tyrolia, Innsbruck 2018, ISBN 978-3-702-23721-9.
- Päpstlicher Rat für Gerechtigkeit und Frieden: Kompendium der Soziallehre der Kirche. Herder, Freiburg i.Br. 2004, ISBN 3-451-29078-2.
- Giovanni B. Sala: Die Enzyklika „Humanae vitae“ – ein Plädoyer für die Würde und Verantwortung des Menschen. In: Forum katholische Theologie 21, 2005, S. 17–35, S. 113–126 .(online).
- Christian Schulz: Die Enzyklika „Humanae vitae“ im Lichte von „Veritatis splendor“ – verantwortete Elternschaft als Anwendungsfall der Grundlagen der katholischen Morallehre (= Moraltheologische Studien Neue Folgen, Band 6) St. Ottilien 2008, ISBN 978-3-8306-7327-9.
- Karol Wojtyła: The Truth of the Encyclical 'Humanae Vitae'. In: L'Osservatore Romano. vom 16. Januar 1969 (online) (englisch)
- Helmut Prader (Hrsg.): 50 Jahre Enzyklika Humanae vitae: Referate der "Internationalen Theologischen Sommerakademie 2018" des Linzer Priesterkreises in Aigen/M. Christiana Verlag, Kißlegg-Immenried 2019, ISBN 978-3-7171-1313-3.
- Josef Spindelböck: 50 Jahre Humanae Vitae – die Berufung der ehelichen Liebe und die Weitergabe des Lebens. (online)